# 쿼터파운더 치즈
쿼터파운더 치즈(영어: Quarter Pounder)는 패스트푸드 체인 맥도날드의 상품 중 하나이다. 쿼터파운더는 1/4 파운드의 고기를 사용한 햄버거라는 뜻이다. 빅맥과 같이 맥도날드의 핵심 제품 중 하나이지만, 모든 국가의 체인 매장에서 발매되는 것은 아니다.

## 같이 보기
- 샌드위치 목록
- 와퍼